# Rosa Antifa

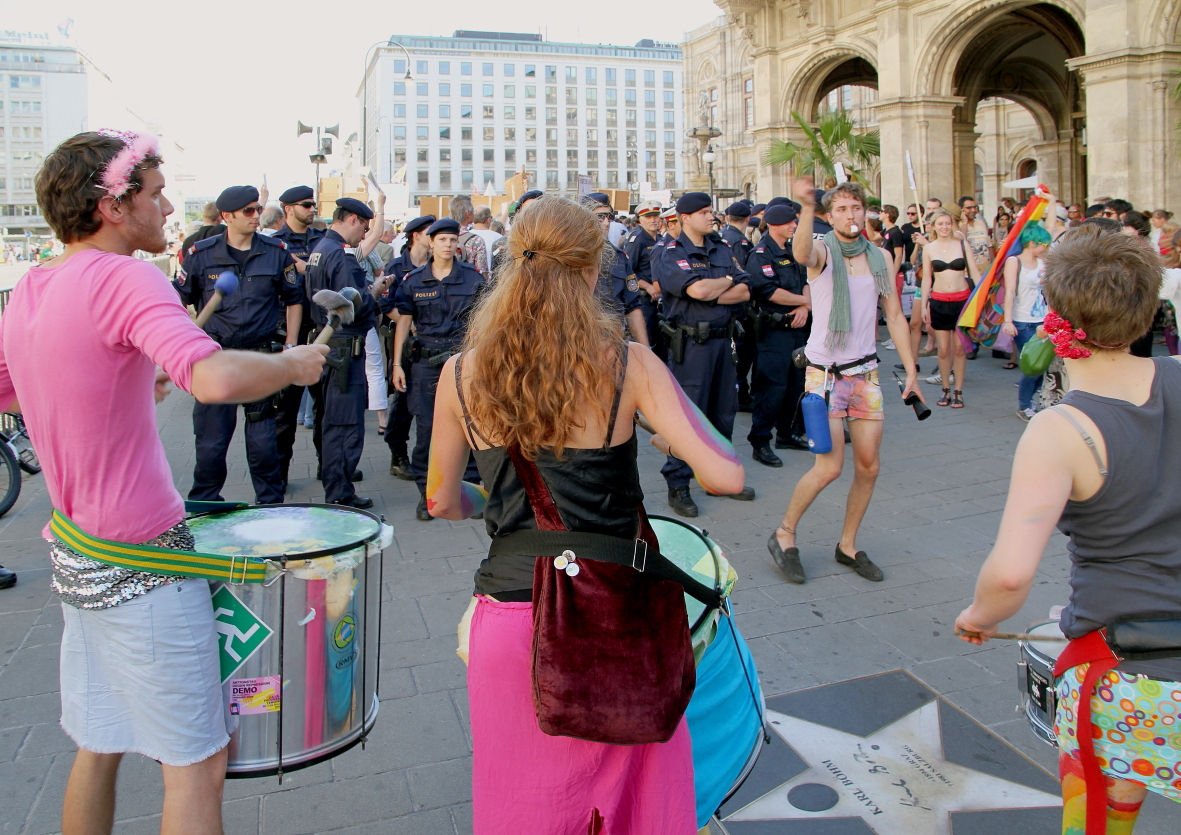
Rosa Antifa protestuje během Christopher Street Day proti křesťanským fundamentalistům chráněným policií bubny a píštaly, 2012

Rosa Antifa Wien für freie Liebe und Anarchi (česky: Růžová antifašistická Vídeň volné lásky a anarchie) je levicová akční skupina existující od r. 1995, jejíž činnost spočívá převážně v rozdávání papírů a oběžníků.

## Práce
V r. 1995 založila Rosu Antifa skupina mladých aktivistů v reakci na stále hluboce zakořeněnou homofobii v rakouské společnosti, i té levicově orientované. Aktivisté si za svůj cíl vzali boj s předsudkem, že gaye a lesby lze léčit, a že jedině heterosexualita je "normální" a "přirozená". Chceme prostě jenom žít ve vztazích, které jsou nám blízké, aniž bychom museli čelit diskriminaci. Chceme dát lásku těm, které známe za vhodné, pokud je opětovaná," pod tímto heslem se zakladatelé sdružovali a manifestovali:
"Ač si říkáme růžoví antifašisté, není homosexuální orientace podmínkou členství v našich řadách. Škatulkování jiných podle sexuální orientace nám není blízké. Chceme změnit současnou dominující situaci: Bojujem proti rozdělování lidstva na homosexuály a heterosexuály, na našince a cizince, na muže a na ženy, nemocné a zdravé, bohaté a chudé... Odmítáme stereotypní přisuzování rolí a unáhlené soudy, jelikož se všichni rodíme jako prostí lidé. Toť dostatečný důvod, proč by každý z nás měl mít právo na dobrý život v míru, který každý jednotlivec potřebuje. Bohužel právě toto univerzální lidské právo není stále ještě každému přiznáváno. Aby systém mohl zůstat funkčním, je nutné udržet a dokonce znovu prosazovat jenom jedno rozdělení společnosti: rozdělení na ty, kteří napadají a ty, kteří jsou napadání."
Spolu s Mladými socialisty z Dolních Rakous se Rosa Antifa podílí na pořádání téměř všech anti-fašistických demonstrací v Rakousku. Aktivisté se zajímají o problematiku rasismus, queer-feminismu, homofobie, antifašismu, alternativních způsobů života, intimních vztahů, monitoringu, lookismu, prohibicionismu, útlaku apod. Vídeňští aktivisté se taktéž zúčastňují demonstrací proti fašismu a kapitalismu v Rakousku, jakož i odporu proti rakouským národním svátkům, chudobě, demonstrací No one is illegal ("Nikdo není ilegální"), feministických akcí proti křesťanskému fundamentalismu v Salcburku a duhového pochodu ve Vídni. Zpočátku sídlila organizace Rosa Antifa v Domě Ernsta Kirchwegera ve Vídni. Organizace je členem International Antifascist Network for Research and Action.